# Блассрейтер
«Блассрейтер» (яп. ブラスレイター Бурасурэйта:, Blassreiter) — японский аниме-сериал созданный совместно студиями Gonzo и Nitroplus. Название «Блассрейтер» переводится с немецкого буквально как «Бледный Всадник». Сериал впервые транслировался по японскому телеканалу TV Kanagawa с 5 апреля по 27 сентября 2008 года. Всего выпущено 24 серии аниме. Сериал был лицензирован компанией Funimation Entertainment для показа на территории США. Наряду с сериалами The Tower of Druaga и Strike Witches, серии аниме были официально опубликованы с английскими субтитрами на сайтах YouTube, Crunchyroll, и BOST TV. Сериал также транслировался по российскому телеканалу 2x2.

## Сюжет
Действие происходит в альтернативной современной Германии. По неизвестным причинам в городах стали появляться «демониаки» — трупы людей, которые превратились в робото-образных существ. Они убивают людей, превращая их тоже в демониаков. Для борьбы с ними была создана специальная группировка «Ксат», которая ведёт интенсивную охоту на одержимых и пытается узнать причину их возникновения. Тем временем к людям, находящимся в отчаянии, приходит таинственная женщина с зелёными волосами и предлагает принять таблетку, которая по её словам улучшит физические способности человека во много раз…

## Определения
Германия
Германия в аниме-сериале радикально изменяется. Так например по сюжету сериала страна является бедной и поэтому многие жители продолжают вести консервативный и религиозный образ жизни, который существовал в реальной Германии до второй мировой войны. Иностранцы, которых очень много в Германии являются самой дискриминируемой частью общества. Так им не доступна медицина и образование. Многие иностранцы погибают от голода. Притесняет их прежде всего немецкое население (молодежь), устраивая избиения или даже погромы. Примечательно, что иностранцы в аниме сильно отличаются от реальных иммигрантов, которые в основной массе являются выходцами из мусульманских стран. Подавляющее большинство переселенцев в аниме являются католиками и белыми (реже встречаются африканцы). Уровень технологий однако значительно превосходит реальной Германии.
Простые демониаки (сплавы)
Это трупы людей, которые через несколько часов после смерти превращаются в существ, похожих на роботов. Они не обладают никаким интеллектом а своим поведением напоминают общественных насекомых, которые подчиняются непосредственно хозяину. Однако по сравнению с людьми обладают огромными физическими и скоростными способностями. Их практически невозможно убить, так как в отличие от людей у них нет уязвимых частей тела, единственный способ убить сплав, разрубить его на части. Сплавы способны соединяться с любой электроникой и подчинить её себе, а также наращивать с помощью неё утраченные части тела . Все простые демониаки имеют белую, серую или голубую расцветку. Когда демониак умирает, он превращается в пыль.
Живые демониаки (сплавы)
Это люди, которые превратились с демониаков будучи живыми и сохранили свой рассудок, интеллект и дар речи. Обладают теми же свойствами, что и простые сплавы, но отличие от них имеют уникальную форму и цвет брони, которая никогда не повторяется, а также уникальные способности, такие, как например супер-скорость, или вытягивание конечностей. Живые сплавы в десятки раз сильнее простых сплавов. Могут принимать человеческую форму и жить среди людей. В отличие от обыкновенного сплава, который проходит процесс превращения за несколько часов, человек может превращаться до нескольких суток и будет видеть страшные галлюцинации. К тому же, превращение очень пагубно сказывается на психике человека, так большинство живых сплавов начинают сходить с ума и нападают на людей. Обыкновенные сплавы подчиняются наиболее сильным живым сплавам. В конце сериала зритель узнаёт, что после всех событий в Германии остаются живые сплавы, которые отныне подвергаются дискриминации в обществе, поэтому создаются специальные организации, которые помогают им.
XAT (Xenogenesis Assault Team)
Организация, которая занималась уничтожением сплавов. В неё входили многие главные герои, такие как Аманда и Германн. Организация долгое время вела охоту на Джозефа. После того, как Вульф превратился в живого сплава, скрывая это, он стал постепенно заражать отдел. После того, как несколько сотрудников превратились в сплавы, они убили практически всех членов Ксат. Вскоре организация была расформирована а большинство её членов были убиты или заражены.
Цвёльф (рус. — 12)
Тайная организация, которая существует уже 1000 лет. Имеет огромное политическое влияние и обладает самым высоко-технологическим оружием в мире. Они изначально знали о существовании демониаков, но стали уничтожать их, когда те заражали целые города, чтобы потом улучшить свою репутацию.

## Список персонажей
Джозеф Джобсон
Он «живой сплав», как правило сам по себе. Помогает тайно людям уничтожать простых сплавов, однако организация Ксат ошибочно решила, что он тоже причиняет вред людям и устроили на него охоту, прозвав «Синим». Когда он спас Малека, увидев его тяжёлое положение с одноклассниками, решил остаться и наблюдать за ним. Является иностранцем. Его подобрали священники ещё младенцем, который лежал в объятьях замёрзших, мёртвых родителей. Он долгое время ходил со священником в город просить милостыню и ради денег для еды терпел на себе издевательства со стороны богатых детей. Однажды его избитым увидел местный торговец и подарил Джосефу сладости. Однако это увидели дети, которые издевались над парнем и столкнули повозку продавца, который тоже упал в воду. Самого Джозефа принудили ложно признаться, что он воровал еду у того торговца и он столкнул повозку. Когда Джозеф подрос, он продолжал помогать детям и познакомился Сашей и Ксергином. Джозеф узнаёт, что Саша его старшая сестра. Позже Джозеф, Саша и Ксергин начинают помогать бедным детям излечится от скарлатины. Сам Джозеф превращается в сплав, после того, как его инфицирует новообращённый Ксергин. С этого момента Ксергин и Джозеф становятся врагами. После этого Джозеф долгое время охотился на сплавов и убивал их. Когда он попал в штаб квартиру Цвёльф, на него надели специальный ошейник, который увеличил силу Джозефа во много раз, но он потерял на какое-то время самоконтроль и стал уничтожать всё в подряд. В конце убивает Ксергина, но и сам умирает.
Сэйю: Масая Мацукадзэ
Аманда Вернер
Она бывший член «Ксат». Очень трудолюбивая и добрая девушка. Когда то давно познакомилась с маленьким Малеком и усыновила его. Поклялась, что защитит его, но долгое время не замечала, как над ним издеваются одноклассники. Она первая поверила, что у Джозефа не было злых намерений. После того, как Малек оказался в штаб квартире Цвёльфа, она добровольно согласилась работать на них. Она единственная вместе с Малеком, кто не погибает к концу истории.
Сэйю: Сидзука Ито
Германн Сальца
Он бывший член «Ксат» и был лучшим другом Герда. Всегда находится рядом с Амандой. Он один из немногих, кто выжил на базе Ксат, после атаки сплавов, был сильно ранен. Беатрис вручила ему таблетку. Сам он узнав, что Аманда находится в штаб квартире Цвёльф, решил, что её захватили и тайно пробрался туда. Там он при Аманде превратился в живого сплава, но сумел сбежать. Какое-то время боялся принять себя таким, но позже смирился с новым телом. Продолжал сражаться со сплавами, но после борьбы с Беатрис умер.
Сэйю: Кэнта Миякэ
Герд Френцен
Он известный гонщик. Во время очередной гонки, на гонщиков внезапно напали сплавы, и сам Герд упал с мотоцикла, став инвалидом. Позже к нему пришла Беатрис и дала таблетку, после чего Герд превратился в живой сплав. Однако узнав о том, что его возлюбленная и менеджер сговорились против него, чтобы продвинуть более молодого гонщика Игоря, Герд пришёл в ярость и попытался их убить. После этих событий Герд не смог больше контролировать свои порывы гнева и стал нападать на людей или рушить здания. Был убит Джозефом.
Сэйю: Унсё Исидзука
Малек Вернер
Он иностранец. В детстве жил в приюте при церкви. Его усыновила Аманда. Первоначально был очень слабовольным мальчиком, который постоянно терпел издевательства со стороны трёх одноклассников, но не желал впутывать никого в свою проблему. У него был лучший друг, которого обидчики принудили покончить самоубийством. После того, как Джозеф увидел, как Малек живёт, он решает остаться вместе с ним, так как Малек сильно напоминал его в детстве. Беатрис даёт Малеку таблетку, и он превращается в живого сплава, после чего решает отомстить за смерть друга и убивает детей, которые издевались над ними долгое время, но в это время на него нападают члены организации «Ксат» и Джозеф, жертвуя собой, спасает Малека. Тот забирает раненного Джозефа и уезжает вместе с ним в заброшенный храм. Там однако на них нападает Ксергин и смертельно ранит Малека, и он впадает в Кому. Перед комой мальчик признаётся, что после того, как убил одноклассников, чувствовал только боль. После этого он долгое время лежал в лаборатории Ксата, а затем и Цвёльфа. Позже его забирает Аманда и он пробуждается. Малек решет помогать Джозефу в борьбе с Ксергином и сплавами. Он, как и Аманда, остаётся в живых в конце истории, но остался демониаком.
Сэйю: Дзюнко Минагава
Магвальд Ксергин
Он главный антагонист истории. Когда то давно был врачом и всеми силами пытался помочь и спасти бедных и умирающих людей. Ради этого согласился на эксперимент и превратился в демониака. После чего решил, что этот мир полного жесткости и зла не имеет права существовать и решил создать новый и совершенный мир сплавов. Однако с его идеей не согласился Джозеф, продолжая верить в людей. Когда-то он подобрал умирающую Беатрис и её лошадь, после чего обратил их. Беатрис стала его верной слугой, а сам Ксергин оседлал лошадь и с тех пор всегда катался на ней. Погиб после сражения с Джозефом.
Сэйю: Дзюнъити Сувабэ
Вольф Гейлинг
Он негр и бывший глава организации «Ксат». Когда заразился от сплава, долгое время скрывал этого. Позже Беатрис вошла с ним в контакт и сказала, что в «новом мире» он может стать королём, после чего Вольф быстро изменил свои цели и встал на сторону сплавов. Сам принял участие в разрушении штаба Ксат и убеждал выживших её членов перейти на сторону сплавов. Когда сплавы стали уничтожать целые города, он руководил ими всеми, параллельно подчиняясь Беатрис.
Сэйю: Фумихико Татики
Виктор
Он глава организации Цвёльф и бывший директор медицинского университета. Когда то принимал участие в создании сплавов, пользуясь разработками Саши. После того, как Аманда и Германн узнали лишнею информацию о блассрейдере, он заключил их в камеры. Позже вынудил Аманду работать на Цвёльф. До того, как на штаб напали, он успел удалить информацию о анти-нано машинах. Ксергин нападает на Виктора и сливает его с устройством — базой сервера, изуродовав его тело. Однако Виктор не погибает, а становится частью глобальной программы и помогает Саше сбить шквал ядерных ракет, которые уничтожили бы Германию. Умирает после того, как в штабе отключается электричество.
Сэйю: Ацуси Оно
Саша Джобсон
Она старшая сестра Джозефа. Узнала его по кресту, который он носил с рождения. Она одна из немногих иностранцев, которой удалось получить высшее образование. Долгое время помогала детям излечится от скарлатины. Саша разработала особые нано-машины, которые перестраивали бы клетки человека, чтобы он больше не болел. Саша главным образом мечтала излечить таким образом всех детей. Но Виктор использовал нано-машины, изобретённые Сашей наоборот для разработки биологического оружия и Ксергин стал первым подопытным. Не за долго до этого, она столкнулась с группой подростков, которые избили её почти до смерти из-за её иностранного происхождения. Вскоре она скончалась. Однако её воскресили, заменив многие её части тела механизмами, чтобы Саша сумела остановить Ксергина. Она сбила все бомбы, которые направлялись в сторону Германии, чтобы уничтожить её. И умирает, когда корабль перегревается и взрывается.
Сэйю: Хитоми Набатамэ
Сидо Касаги
Он Японец и так, как его жена родом из Хиросимы, его дети подвержены генетическим заболеваниям. Он отдал им практически все свои органы, заменив свои на искусственные. Для того, чтобы получить больше денег на лечение детей, тайно работая на японское правительство, пошёл работать в Германию, после того, как вступил в Цвёльф, порвал отношения с семьёй. Решил бороться до смерти с Ксергином и сплавами, чтобы спасти Германию и избавить её от участи Хиросимы и Нагасаки.
Сэйю: Унсё Исидзука
Беатрис
Она сперва появляется как таинственная медсестра, которая людям вручала таблетки, ссылаясь на то, что они улучшат их физические навыки. Позже выясняется, что она сама является сплавом и подчиняется Ксергину. Очень сильная в бою. Когда то давно работала в конюшне и её заставили усыпить любимую лошадь, которая сильно ослабла от тяжёлой работы. Но она решила сбежать с лошадью, после чего надсмотрщик догнал её и решил убить и лошадь и Беатрис, но их обоих спасает Ксергин. После этого Беатрис поклялась быть верной Ксергину. Она умирает после битвы с Германном.
Сэйю: Саяка Охара

## Список серий аниме
Сериал впервые транслировался по японскому телеканалу TV Kanagawa с 5 апреля по 27 сентября 2008 года. Всего выпущены 24 серии аниме. Серии были официально опубликованы с английскими субтитрами на сайтах YouTube, Crunchyroll, и BOST TV компанией Gonzo.
| #  | Название серии                                                                             | Дата выхода      |
| -- | ------------------------------------------------------------------------------------------ | ---------------- |
| 1  | Prelude to Despair «Zetsubō no Hajimari» (絶望の始まり)                                    | 5 апреля 2008    |
| 2  | The Price of Glory «Eiyo no Taika» (栄誉の対価)                                            | 12 апреля 2008   |
| 3  | The Infection Spreads «Kansen kakudai» (感染拡大)                                          | 19 апреля 2008   |
| 4  | Under Siege «Hōimō» (包囲網)                                                               | 26 апреля 2008   |
| 5  | The Disdained «Utomareshi mono» (疎まれし者)                                               | 3 мая 2008       |
| 6  | The Song that Pities the Demon «Akuma o awaremu uta» (悪魔を憐れむ歌)                      | 10 мая 2008      |
| 7  | At the End of Hatred «Zōo no hate ni» (憎悪の果てに)                                       | 17 мая 2008      |
| 8  | Weak No Longer «Boku wa mō yowamushi ja nai» (僕はもう弱虫じゃない)                        | 24 мая 2008      |
| 9  | The Price and the Meaning of Power «Chikara no kachi, chikara no imi» (力の価値、力の意味) | 31 мая 2008      |
| 10 | Inside the Conspiracy «Inbō no naka de» (陰謀の中で)                                       | 7 июня 2008      |
| 11 | Prelude to Apocalypse «Mokushiroku no josō» (黙示録の序奏)                                 | 14 июня 2008     |
| 12 | Judgment Day «Shinpan no hi» (審判の日)                                                    | 27 сентября 2008 |
| 13 | Distant Memories «Tōi kioku» (遠い記憶)                                                    | 5 июля 2008      |
| 14 | A Saintly Decision «Seija no sentaku» (聖者の選択)                                         | 12 июля 2008     |
| 15 | The Millenary Knights of God «Kami o tataeru sen nen no kishi» (神を讃える千年の騎士)      | 19 июля 2008     |
| 16 | Reunion «Saikai» (再会)                                                                    | 26 июля 2008     |
| 17 | Bellow of the Beast «Kemono no hōkō» (獣の咆哮)                                            | 2 августа 2008   |
| 18 | The Fourth Apocalypse «Dai yon no mokushi» (第四の黙示)                                    | 9 августа 2008   |
| 19 | Quondam Affections «Kako kara no omoi» (過去からの想い)                                    | 16 августа 2008  |
| 20 | Legion from the Netherworld «Yomi no gunzei» (黄泉(よみ)の軍勢)                            | 30 августа 2008  |
| 21 | Phantom Rider «Sōhaku no kishu» (蒼白の騎手)                                               | 6 сентября 2008  |
| 22 | Drifting Hearts «Todokanu omoi» (届かぬ想い)                                               | 13 сентября 2008 |
| 23 | Scorched Earth «Gōka no daichi» (劫火の大地)                                               | 20 сентября 2008 |
| 24 | Promised Land «Yakusoku no chi» (約束の地)                                                 | 27 сентября 2008 |

## DVD
Сериал был выпущен в трёх DVD изданиях: первый диск вышел 8 августа 2008 года, второй 21 сентября 2008, а третий 21 октября 2008 года.

## Фигуры
В августе 2008 года компанией Mega Hobby были впервые выпущены фигуры с изображением Джозефа в форме блассрейтера, фигуры Элея и Джозефа на мотоцикле GARM, Герда в форме блассрейтера и Джозефа на модернизированном мотоцикле GARM.

## Манга
Манга в жанре Гайдэн под названием Blassreiter -Genetic- впервые публиковалась издательством Gonzo с 19 ноября 2007 года. Сюжет здесь разворачивается вокруг Сноу, бывшей девушки Джозефа.
Версия романа под названием Blassreiter Judgement была выпущена в июле 2008 года в ежемесячном журнале The Sneaker.
Также в августе 2008 года вышло произведение под названием Blassreiter Databook.

## Критика
Представитель сайта Anime News Network, Карл Кимлингер отметил, что в сериале перемешаны многие жанры аниме, сюжет никакой, а сцены сражения выполнены некачественно и медленно, сами создатели злоупотребляли компьютерной графикой. Другой представитель того же сайта отметила, что первый эпизод сериала длинный на действия, а остальное мало объяснимо, нормальный диалог между персонажами отсутствует, между ними нету «притяжения».

## Музыка
2 музыкальных диска, включающий в себя 32 и 27 треков из аниме сериала были выпущены 10 сентября 2008 года.
Открытие
- Nonsense Afterimage (яп. 出鱈目な残像 Detarame na Zanzō) исполняет: GRANRODEO[19]; дата выхода: 14 мая 2008[20]. (серии 2-14)
- unripe hero исполняет: Минами Курибаяси; дата выхода: 23 июля 2008[21]. (серии 14-24)

Концовка
- Sad rain исполняет: Аки Мисато[22]; дата выхода: 14 мая 2008[23]. (серии 1-11)
- Separating moment исполняет: Аки Мисато (12 серия)
- A Wish For The Stars исполняет: Канако Ито; дата выхода: 6 августа 2008[24]. (серии 13-23)
- Sweet Lies исполняет: Канако Ито (24 серия)